# Arts plastiques au XIIe siècle
Arts plastiques au XIe siècle - Arts plastiques au XIIe siècle - Arts plastiques au XIIIe siècle
Chronologie des arts plastiques

## Événements

### Asie
- 1163-1189 : activité du peintre chinois Zhang Shengwen[1].
- Vers 1178-1188 : les Cinq cents Luohan, série de cent peintures offerte à un temple bouddhiste, sont réalisées en Chine par les peintres Lin Tinggui et Zhou Jichang[2].
- 1183-1223 : activité de Kaikei, sculpteur japonais de l'école Kei[3].
- Vers 1186-1189 : Unkei, sculpteur japonais l'école Kei, travaille au Ganjōju-in (en) (Shizuoka) puis au Jōraku-ji (Kanagawa)[4].

- 1192 : Kaikei sculpte la statue du Maitreya au Sanbō-in[3].

- Vers 1195 : Kaikei réalise la triade d'Amida au Jōdo-ji[5].

### Europe
- 1107-1118 : l’orfèvre Renier de Huy coule dans le bronze les fonts baptismaux de l’église Saint-Barthélemy de Liège, chef d’œuvre de l’art mosan[6]. La métallurgie du cuivre se développe dans la vallée de la Meuse à Huy, puis à Dinant (dinanderie)[7].

- 1108 : des peintures à fresques sont exécutées à la cathédrale Sainte-Sophie de Novgorod[8].

- Vers 1115-1130 : réalisation des sculptures du portail de l'abbaye Saint-Pierre de Moissac[9].
- Vers 1120-1140 : châsse de Bellac réalisée par les ateliers d'émaux de Limoges[10].

- Vers 1125-1130 : réalisation des sculptures du tympan du narthex de l'abbatiale de Vézelay[11].
- Vers 1135 : réalisation du psautier de la reine Mélisande, manuscrit enluminé, pour la reine Mélisende de Jérusalem[12].
- 1135-1138 : réalisation de la bible de Bury, manuscrit enluminé décoré par Maître Hugo à l'abbaye de Bury St Edmunds[13].

- 1145-1155 : réalisation du vitrail de l'Arbre de Jessé à la cathédrale de Chartres[14].
- Avant 1147 : réalisation de l'Aigle de Suger, vase antique en porphyre agrémenté d'une monture en argent doré[15].
- Vers 1150-1170 : réalisation du psautier Hunter, manuscrit enluminé, en Angleterre[16].
- 1152–1154 : réalisation de la porte de Korsoun à Magdebourg  pour la Cathédrale de Płock (aujourd’hui à Sainte-Sophie de Novgorod)[8].
- 1156–1158 : réalisation du triptyque de Stavelot, reliquaire et autel portatif, en or et en émail, destiné à protéger des morceaux de la Vraie Croix, par des artistes mosans pour l'abbaye de Stavelot[17].
- 1162 : début de l'activité de Lorenzo di Tebaldo (it), maître marbrier romain, deuxième membre du célèbre atelier Cosmati qui réalise des mosaïques et des pavements dans le style cosmatesque au XIIe et XIIIe siècle[18].

- 1166 : la statue d'un lion de bronze, première statue de ce métal au nord des Alpes, est érigée par Henri le Lion devant son château de Brunswick[19].

- 1175-1178 : le sculpteur italien Benedetto Antelami réalise la  Descente de Croix de l'ancien ambon de la cathédrale de Parme[20].
- Vers 1180-1200 :  « style 1200 » dans la sculpture gothique ; autel de Verdun à Klosterneuburg (1181), châsse des rois mages à Cologne (1180-1230), châsse de Notre-Dame à Tournai réalisés par l'atelier de Nicolas de Verdun[21].

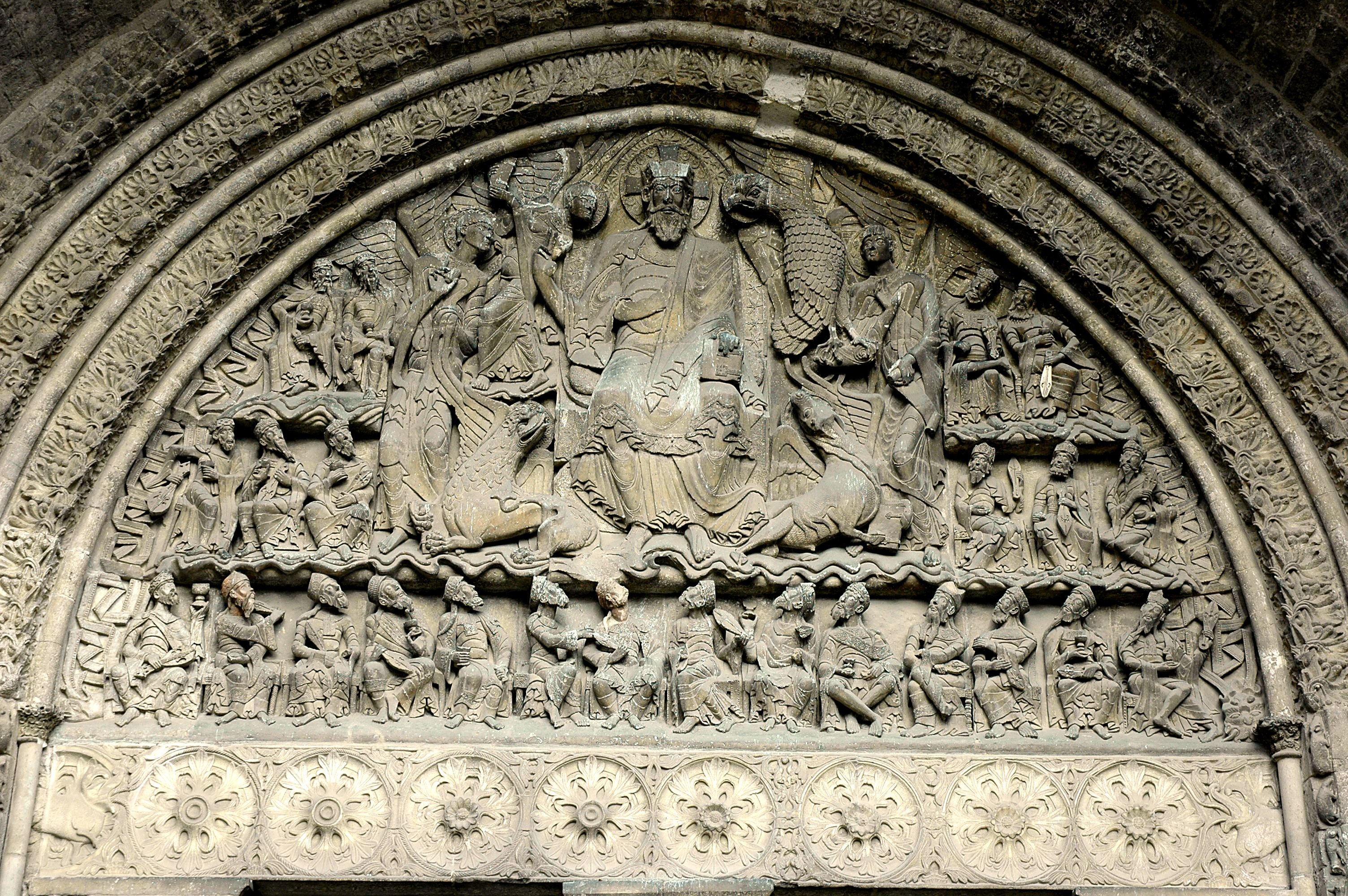
Portail de Moissac.
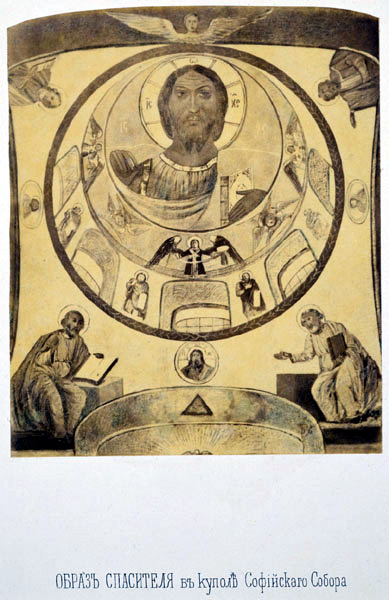
Fresque du Christ Pantocrator dans la coupole de la cathédrale Sainte-Sophie de Novgorod, photographiée en 1862, détruite en 1943.
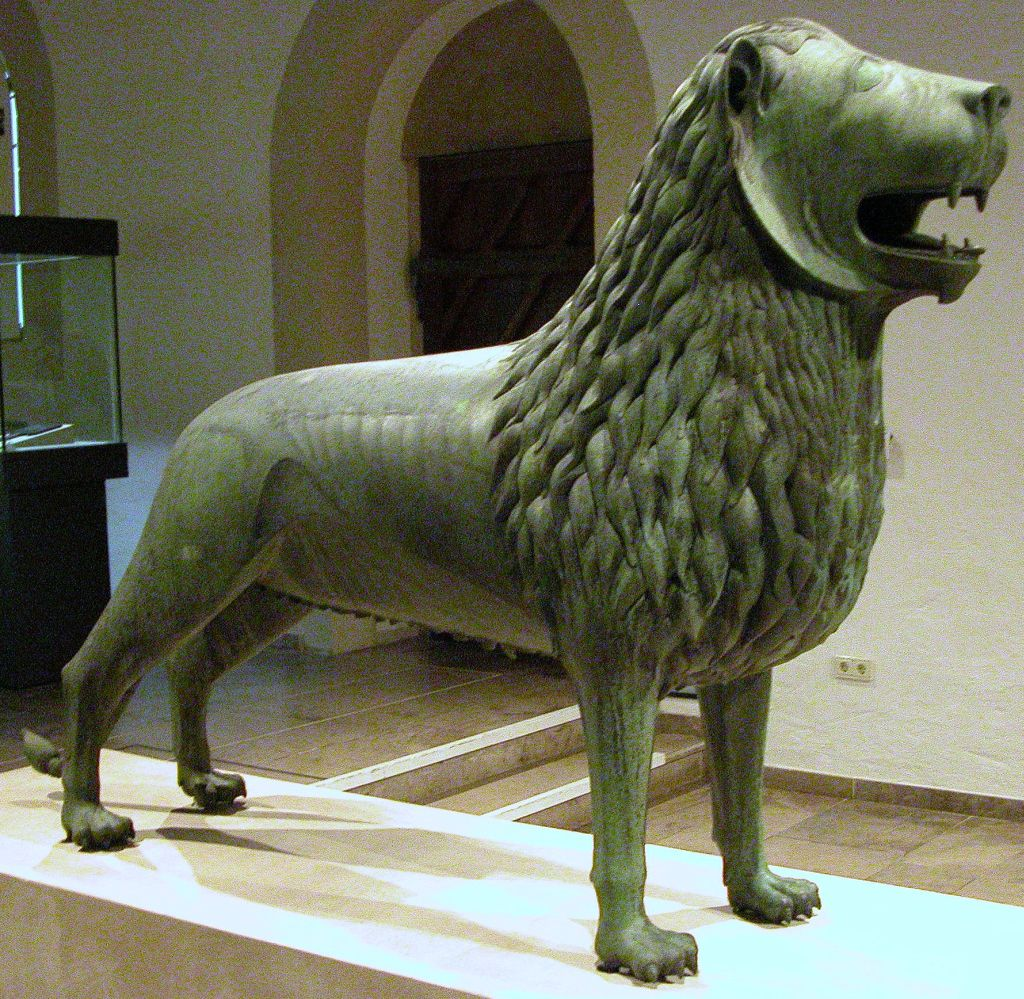
Le lion de Brunswick (de).
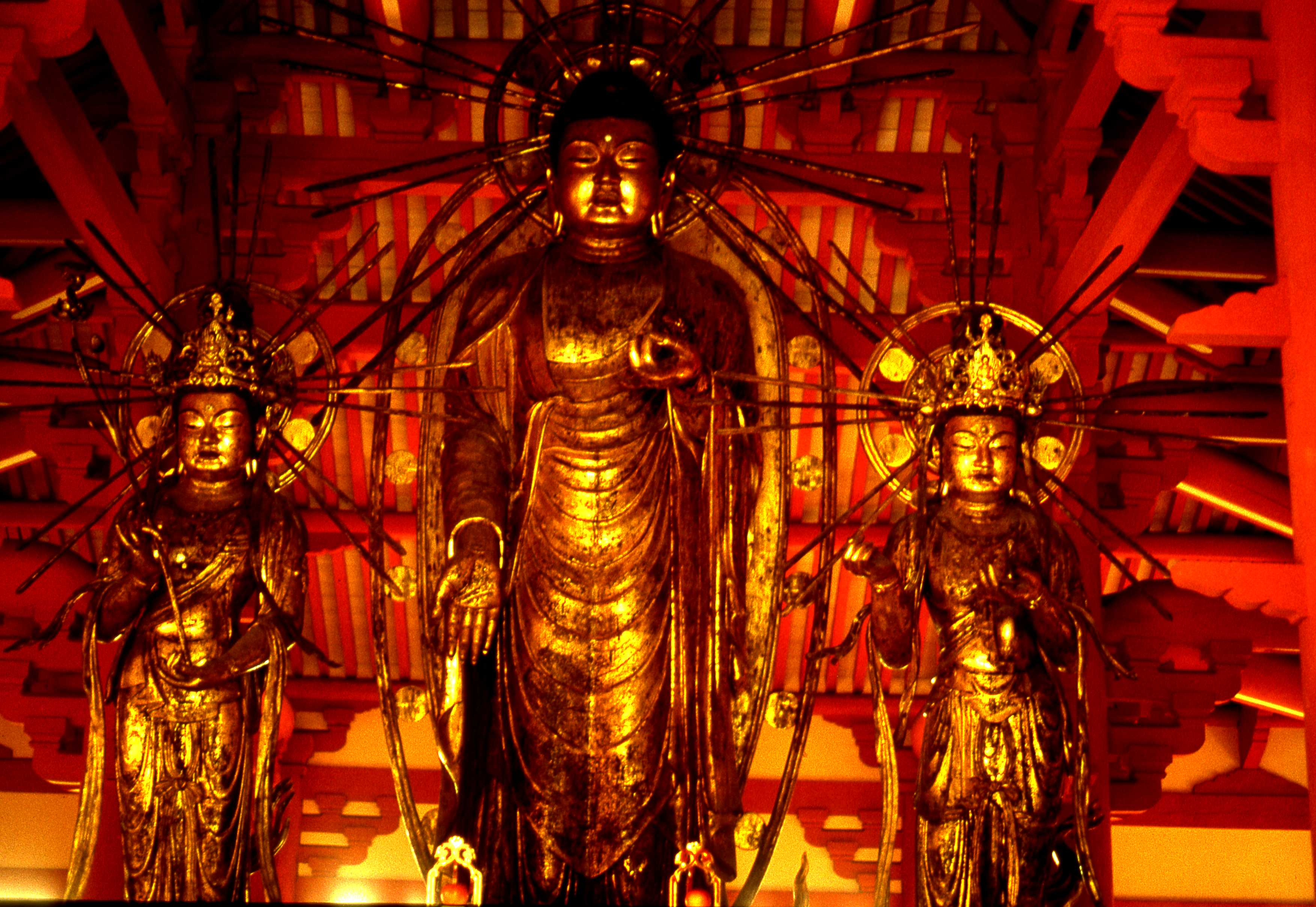
Triade d'Amida au Jōdo-ji

## Personnalités significatives
- Artistes chinois : 
  - Cai Jing, calligraphe (1047-1126).
  - Li Tang, peintre chinois (vers 1050-après 1130).
  -  Huizong, empereur Song de Chine, peintre, musicien, poète et calligraphe (1082-1135).
  - Zhang Zeduan, peintre (1085-1145).
  - Zhao Boju, peintre (1120-1182).
  - Lin Tinggui, peintre (1127-1289).
  - Liang Kai, peintre (1140-1210).
  - Wang Tingyun, peintre (1151-1202).
  - Ma Yuan, peintre (actif vers 1190–1230).
  - Liu Songnian, peintre (1174-1224).
  - Wuzhun Shifan, calligraphe et peintre (1178–1249).

- Artistes japonais :
  - Toba Sōjō, peintre  (1053-1140).
  - Fujiwara no Sadazane, calligraphe (1076-1120).
  - Fujiwara Takanobu, peintre (1142-1205).
  - Unkei, sculpteur (1151-1224).
  - Tankei, sculpteur (1173-1256).
  - Fujiwara no Nobuzane, peintre (1176-1266).

- Artistes européens: 
  - Nicolas de Verdun, orfèvre français (actif 1180-1205).
  - Benedetto Antelami, sculpteur italien (vers 1150-après 1215).